# Peter Aran
Uriel Peter Aran ist ein israelischer Diplomat.
Aran wurde nach dem Ersten Weltkrieg in Ungarn geboren. 1990 löste er Gideon Yarden als Geschäftsträger (ad interim) an der israelischen Botschaft in Wien ab. Nach Ende der Amtszeit von Bundespräsident Kurt Waldheim wurde Aran 1993 zum Botschafter aufgewertet. Noch im selben Jahr wurde er von Yosef Govrin als Botschafter abgelöst.

## Auszeichnungen
- 1993: Großes Goldenes Ehrenzeichen am Bande für Verdienste um die Republik Österreich[2]